# Raptio
Raptio é um termo em latim que, entre vários sentidos de “tomar”, designa o sequestro em larga escala de mulheres: rapto para casamento, concubinato ou escravidão sexual. O termo equivalente em alemão é Frauenraub (literalmente “roubo de mulheres”).
Sequestro de noivas distingue‐se de raptio no sentido de que o primeiro é o rapto de uma mulher por um homem (e seus amigos e parentes), enquanto o segundo é o rapto de muitas mulheres por grupos de homens, possivelmente em tempo de guerra.

## Terminologia
A palavra inglesa rape mantém o sentido latino em contextos de linguagem literária, mas seu significado original é obscurecido pelo mais atual de “violação sexual”. O termo é similar a  "rapina", "arrebatamento", "raptor", "rapace" e "arrebatar" , e referia‐se às violações mais gerais, como saques, destruição e captura de cidadãos infligidas a uma cidade ou país durante a guerra, por exemplo, o Massacre de Nanquim. O Oxford English Dictionary fornece a definição “o ato de levar embora uma pessoa, especialmente uma mulher, à força”, além do mais geral “o ato de tomar qualquer coisa à força” (marcado como obsoleto) e do mais específico “violação ou estupro de uma mulher”.
O inglês rape já era usado desde o século XIV no sentido generalizado de “tomar presa, levar à força”, a partir de raper, termo jurídico do francês antigo para “apreender”, por sua vez derivado do latim rapere, que significa “despojar, levar à força, raptar”. O termo latino também era usado para violação sexual, mas nem sempre. Há controvérsia sobre o evento lendário conhecido como Rapto das Sabinas, que, embora motivado sexualmente, não teria implicado violação sexual das sabinas no local; elas foram raptadas e depois instadas pelos romanos a casar-se com eles (em vez de fazer um acordo primeiro com seus pais ou irmãos, como exigia a lei).
Embora hoje a conotação sexual seja dominante, a palavra “rape” pode ser usada em contexto não sexual no inglês literário. Em The Rape of the Lock, de Alexander Pope, o título significa “o furto de um feixe [de cabelo]”, exagerando uma violação trivial contra uma pessoa. No século XX, o erudito J. R. R. Tolkien usou a palavra com seu significado original de “apreender e levar embora” em sua obra O Silmarillion. A comédia musical The Fantasticks apresenta uma canção polêmica (“It Depends on What You Pay”) sobre “um estupro à moda antiga”. Compare também o adjetivo “rapace”, que mantém o sentido genérico de ganancioso e ávido.
No direito canônico católico romano, raptio refere-se à proibição legal do matrimônio se a noiva tiver sido raptada à força (Cânon 1089 CIC).[carece de fontes?]

## História
Ver também
A prática supõe-se comum desde a antiguidade antropológica. Uma escavação do sítio da cultura de cerâmica linear do Neolítico em Asparn-Schletz, Áustria, revelou os restos de inúmeras vítimas mortas. Entre elas, mulheres jovens e crianças estavam claramente sub-representadas, sugerindo que os atacantes mataram os homens, mas raptaram as mulheres nubis. A investigação dos esqueletos neolíticos encontrados na Fossa da Morte de Talheim sugere que homens pré-históricos de tribos vizinhas estavam dispostos a lutar e matar uns aos outros para capturar e garantir mulheres.
O sequestro de mulheres é prática comum em guerras tribais entre sociedades tribais, juntamente com o saque de gado. Em migrações humanas históricas, a tendência de grupos móveis de homens invasores de raptar mulheres indígenas reflete-se na maior estabilidade dos haplogrupos mitocondriais humanos em comparação aos haplogrupos do cromossomo Y humano.

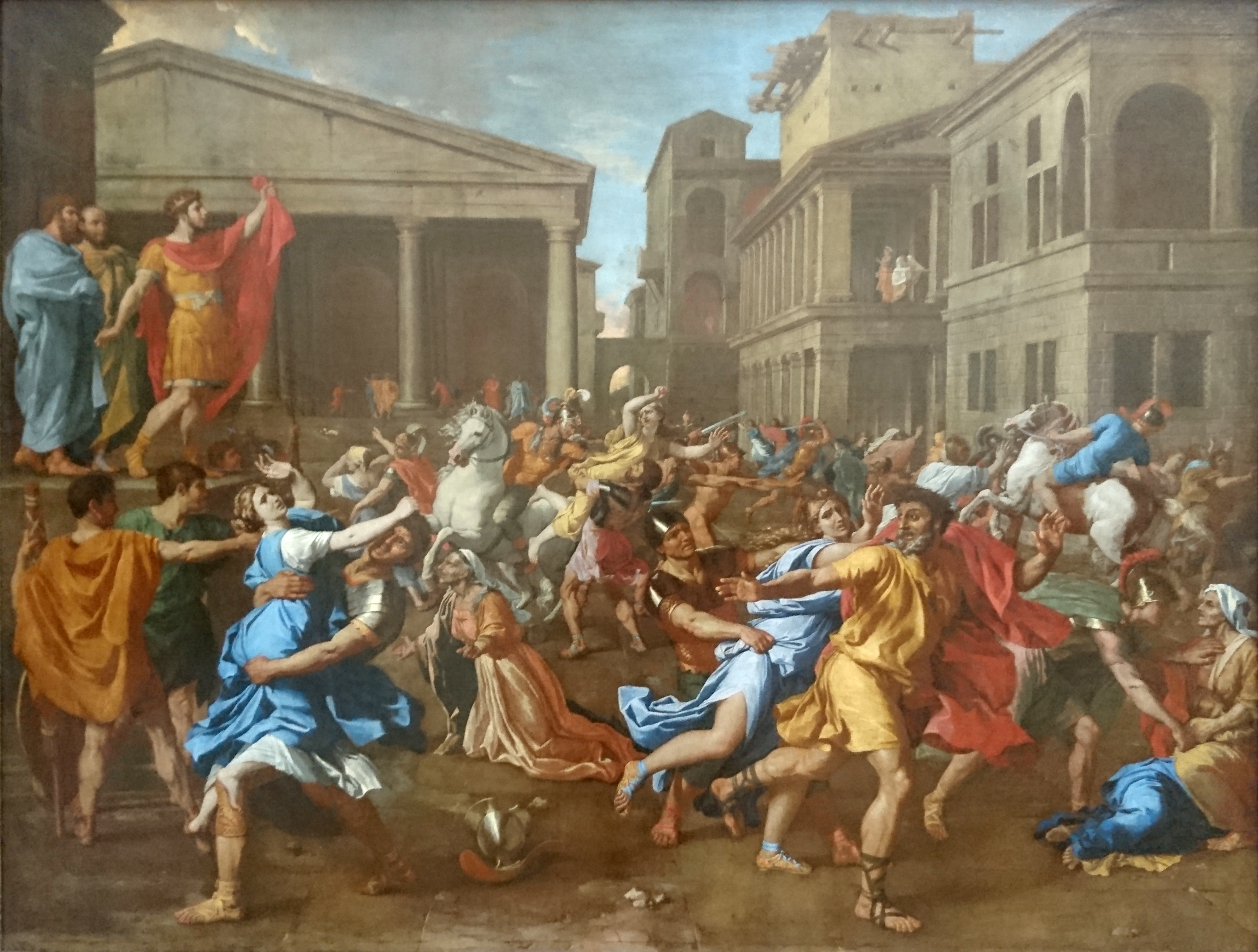
Rapto das Sabinas, de Nicolas Poussin, Roma, 1637–38 (Museu do Louvre)

O Rapto das Sabinas é parte importante das lendas fundacionais de Roma (século VIII a.C.). Rômulo havia estabelecido o assentamento no Monte Palatino com seguidores majoritariamente masculinos. Buscando esposas, os romanos negociaram com a tribo vizinha dos Sabinos, sem sucesso. Diante da possível extinção da comunidade, planejaram raptar as mulheres sabinas. Rômulo convidou as famílias sabinas para um festival de Netuno Equestre. No encontro, deu um sinal, momento em que os romanos agarraram as mulheres sabinas e enfrentaram os homens sabinos. As indignadas raptadas foram instadas por Rômulo a aceitar maridos romanos. Lívio afirma que não houve agressão sexual. Ele declara que Rômulo ofereceu-lhes livre escolha e prometeu direitos civis e de propriedade às mulheres. Segundo Lívio, ele falou a cada uma delas em particular: “e apontou-lhes que tudo se devia ao orgulho de seus pais em negar o direito de casamento intertribal a seus vizinhos. Elas viveriam em casamento honrado, compartilhariam toda a sua propriedade e direitos civis e – de maior afeto à natureza humana – seriam mães de homens livres.” As mulheres casaram-se com homens romanos, mas os sabinos declararam guerra aos romanos. O conflito foi eventualmente resolvido quando as mulheres, já com filhos de seus maridos romanos, intervieram em uma batalha para reconciliar as partes em guerra. O conto é parodiado pelo escritor inglês de contos Saki em The Schartz-Metterklume Method. Serve também como enredo principal do filme Seven Brides for Seven Brothers.

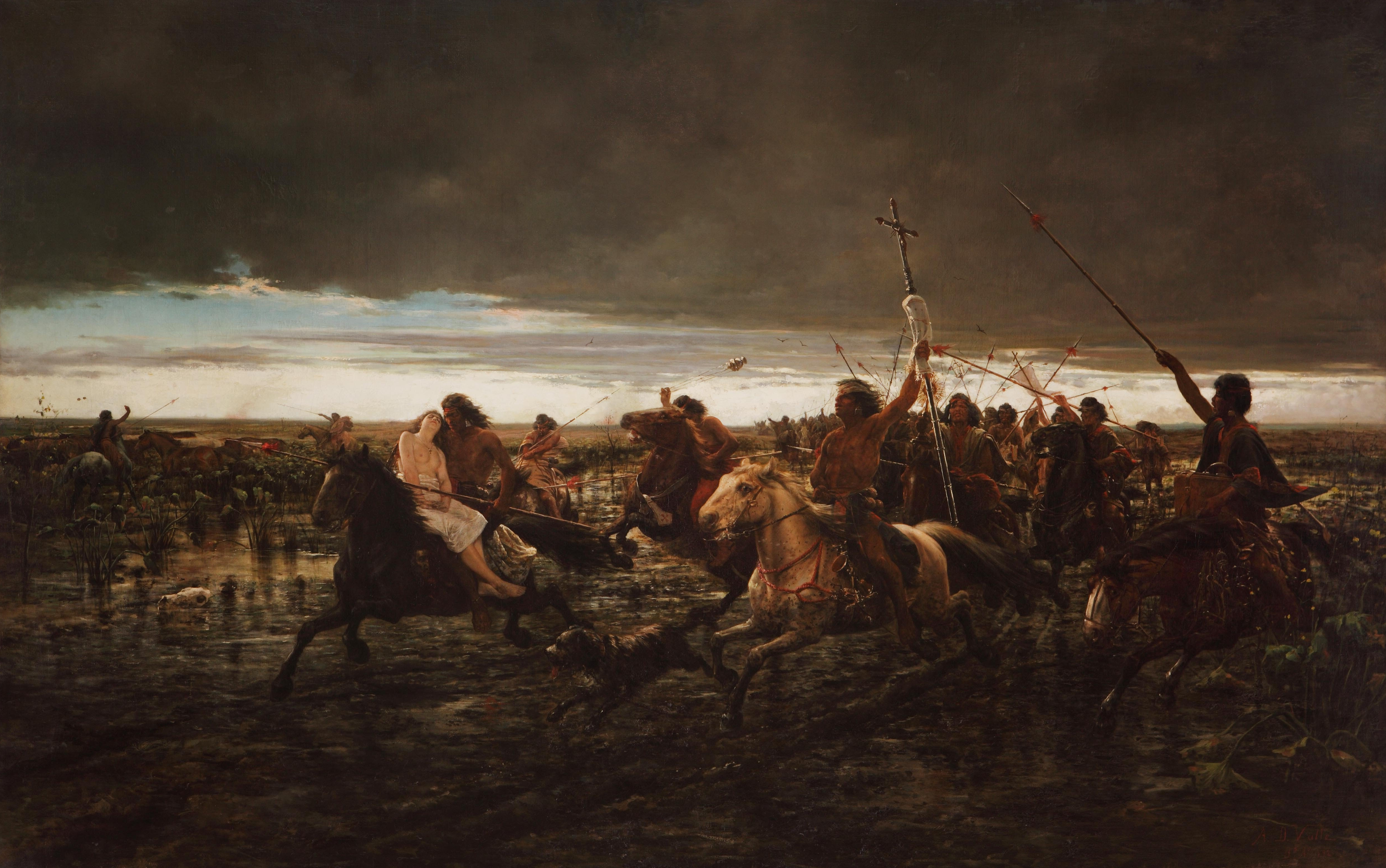
Mapuches raptando uma mulher durante um malón, conforme retratado em La vuelta del malón (O retorno dos invasores), de Ángel Della Valle (1892).

Na literatura sânscrita, a prática é conhecida como Rakshasa Vivaha (“casamento por rapto, casamento do demônio”), mencionada, por exemplo, por Kautilya. É uma das oito formas de casamento e é condenada pelas escrituras.
No século III, o cristianismo gótico parece ter sido iniciado sob influência de mulheres cristãs capturadas pelos godos em Mésia e Trácia: em 251 d.C., o exército gótico invadiu as províncias romanas da Mésia e Trácia, derrotou e matou o imperador romano Décio e levou várias cativas (predominantemente mulheres), muitas das quais eram cristãs. Isso é considerado o primeiro contato duradouro dos godos com o cristianismo.
No Alcorão, casamento com prisioneiras de guerra que abraçaram o Islã é recomendado para aqueles que não podem pagar para casar com outras mulheres muçulmanas, segundo a lei islâmica (Surata 4:25). O sequestro mútuo de mulheres entre comunidades cristãs e muçulmanas foi comum nos Bálcãs sob domínio otomano e é tema frequente nas canções de hajduks do período.
Yanoama é uma biografia de Helena Valero, uma mulher mestiça que foi capturada na década de 1930 quando criança pelos Yanomami na Amazônia, na fronteira entre Venezuela e Brasil. Quando as tribos Yanomami lutavam e saqueavam tribos vizinhas, as mulheres eram frequentemente estupradas e levadas de volta ao shabono para serem adotadas pela comunidade dos captores.